# Bug (album của Dinosaur Jr.)
| Đánh giá chuyên môn | Đánh giá chuyên môn |
| Nguồn đánh giá      | Nguồn đánh giá      |
| Nguồn               | Đánh giá            |
| ------------------- | ------------------- |
| AllMusic            | [ 1 ]               |
| Drowned in Sound    | 4.5/5               |
| MusicHound          | 4.5/5               |
| Paste               | [ 4 ]               |
| Pitchfork Media     | 7.3/10              |
| PopMatters          | [ 6 ]               |
| Spin                | 8/10                |
| Stylus Magazine     | A                   |

Bug là album phòng thu thứ ba của ban nhạc alternative rock người Mỹ Dinosaur Jr., được phát hành năm 1988 qua SST Records.
Đây là album cuối cùng của ban nhạc với sự góp mặt của tay bass Lou Barlow cho tới tận Beyond năm 2007.
Album chiếm một vị trí trong quyển sách 1001 Albums You Must Hear Before You Die. Trang web Beats per Minute xếp nó ở vị trí 41 trên danh sách những album hay nhất thập niên 1980.

## Danh sách ca khúc
Toàn bộ nhạc phẩm được sáng tác bởi J Mascis.
| STT              | Nhan đề            | Thời lượng |
| ---------------- | ------------------ | ---------- |
| 1.               | "Freak Scene"      | 3:36       |
| 2.               | "No Bones"         | 3:43       |
| 3.               | "They Always Come" | 4:37       |
| 4.               | "Yeah We Know"     | 5:24       |
| 5.               | "Let It Ride"      | 3:37       |
| 6.               | "Pond Song"        | 2:53       |
| 7.               | "Budge"            | 2:32       |
| 8.               | "The Post"         | 3:38       |
| 9.               | "Don't"            | 5:41       |
| Tổng thời lượng: | Tổng thời lượng:   | 35:24      |

| Bonus track | Bonus track                                                  | Bonus track |
| STT         | Nhan đề                                                      | Thời lượng  |
| ----------- | ------------------------------------------------------------ | ----------- |
| 10.         | "Keep the Glove" (Bonus track on 2005 Merge Records reissue) | 2:52        |

## Thành phần tham gia
Dinosaur Jr.
- J Mascis – hát, guitar
- Lou Barlow – bass, hát ("Don't")
- Murph – trống

Thành phần kỹ thuật
- Sean Slade - kỹ thuật
- Paul Q. Kolderie - kỹ thuật
- Maura Jasper - ảnh bìa